# 哥倫比亞 (新澤西州)
哥倫比亞（英語：Columbia）是位於美國新澤西州沃倫縣的普查規定居民點。

## 人口
根據2020年美國人口普查的數據，哥倫比亞的面積為0.33平方千米，當中陸地面積為0.26平方千米，而水域面積為0.07平方千米。當地共有人口215人，而人口密度為每平方千米651.52人。